# 애덤 스미스 (감독)
애덤 스미스 (Adam Smith)는 영국 잉글랜드의 영화, TV 드라마, 다큐멘터리, 뮤직 비디오 감독이다. 10대부터 영화 제작에 나서 '베지타 비전' (Vegeta Vision)에서 레이브와 나이트클럽을 위한 영상을 제작하였다.
본격적인 드라마 연출 데뷔는 2007년 TV 드라마 스킨스의 4개 에피소드를 맡은 것으로부터 출발했다. 이후 찰스 디킨스의 소설을 원작으로 한 BBC One 드라마 <리틀 도릿>을 연출하였다.[1] 2010년에는 SF 드라마 <닥터 후> 시즌 5 1화 'The Eleventh Hour', 4화 'The Time of Angels', 5화 'Flesh and Stone'을 연출하였다. 당시 연출이 호평을 받으면서 <닥터 후 매거진> 독자 선정 최고의 감독으로 소개되기도 하였다.
락밴드 케미컬 브라더스와 1994년 첫 공연부터 긴밀히 협력하는 관계로, 라이브 공연에서 쓰이는 초현실적이고 환상적인 영상을 기획하고 있다. 케미컬 브라더스의 'Gavalnize'의 뮤직비디오를 맡기도 하였는데 2005년 레스페스트에서 최우수 뮤직비디오 심사위원대상을 수상한 바 있다. 2012년에는 케미컬 브라더스의 공연 실황 영화 'Don't Think'를 감독했으며 이를 계기로 롤링 스톤과 인터뷰를 진행했다. 이 영화는 2012년 뮤직 비디오 어워드에서 베스트 라이브 필름 부문상을 수상했다.
CF 분야에서도 왕성히 활동하는 감독으로, 나이키 (웨인 루비 광고), 영국 국민복권, 칠드런 소사이어티의 광고를 제작하였다. 재규어 F형 출시를 홍보하는 단편 영화 ' Desire '는 대이미언 루이스와 샤닌 소세이먼이 출연했으며 2013년 선댄스 런던에서 초연되었다. 
2016년 마이클 패스벤더, 숀 해리스, 브렌던 글리슨이 출연한 첫 장편영화, <우리를 침범하는 것들>을 제작하였다.

## 필모그래피
- 드라마 <스킨스> (2007)
  - "Jal"
  - "Chris"
  - "Effy"
  - "Everyone"
- 드라마 <리틀 도릿> (2008)
  - 6화~11화
- 드라마 <닥터 후> (2010)
  - "The Eleventh Hour"
  - "The Time of Angels"
  - "Flesh and Stone"
- 드라마 <돈 싱크> (2012)
- 영화 <우리를 침범하는 것들> (2016)